# Frankiz Breizh
Frankiz Breizh (en français : « Liberté Bretagne ») était un mouvement politique breton actif de 1985 à 2007, principalement dans la région de Brest et le Léon (Finistère).
Issu d’une scission de l’Union démocratique bretonne (UDB), Frankiz Breizh prônait une autonomie accrue pour la Bretagne, une forte identité culturelle bretonne, ainsi qu’une politique sociale et écologiste ancrée à gauche. Le mouvement s’est dissous en 2007 pour réintégrer l’UDB, avec laquelle il partageait des valeurs et objectifs similaires.

## Historique

### Origines et scission de l’UDB (1984-1985)
Frankiz Breizh naît à l’hiver 1984-1985 d’une scission au sein de l’Union démocratique bretonne (UDB), en raison de désaccords sur l’organisation interne et l’orientation politique de l’UDB,. Les sections de Brest et du Léon, menées par des figures comme Jean Guéguéniat, Reun L’Hostis, Pierre Fourel et Yvon Abiven, reprochaient à l’UDB son centralisme démocratique et son alignement perçu sur les positions du Parti socialiste après 1981 ,. En janvier 1985, lors d’une conférence de presse à Brest, Jean Guéguéniat annonce la création de Frankiz Breizh, un mouvement prônant une ligne plus autonome, ouverte à l’Emsav (mouvement breton) et ancrée dans des valeurs sociales et progressistes .
Le mouvement s’implante principalement dans le Finistère, en particulier à Brest et dans le Léon, mais ne parvient pas à s’étendre significativement à l’ensemble de la Bretagne. Malgré des divergences initiales, les différences idéologiques avec l’UDB s’estompent progressivement, les deux formations partageant des objectifs communs au sein de la fédération Régions et Peuples Solidaires (RPS) .

### Activités et militantisme (1985-2004)
Frankiz Breizh se distingue par son engagement local, notamment à Brest, où ses élus participent activement à la municipalité et à la Communauté urbaine de Brest,. Le mouvement publie un bulletin, Les Bonnets Rouges, abordant des thématiques économiques, sociales, culturelles et environnementales, avec un accent sur la diversification économique de Brest, la décentralisation et la promotion de la langue bretonne et de la culture bretonne ,.
Le mouvement participe à plusieurs élections locales et nationales, souvent en alliance avec d’autres formations de gauche, comme Les Verts, l’UDB ou l’Autre Gauche, :
- Aux élections régionales de 1992, Frankiz Breizh, avec l’UDB, Emgann et le POBL, forme une liste commune « Peuple breton, peuple d’Europe », obtenant 2,8 % des voix (35 938 suffrages) [7].
- En 2002, Frankiz Breizh présente Jean Guéguéniat (circonscription de Landerneau-Landivisiau) et Marie Gogé (Brest-rural, avec Pierre Fourel comme suppléant) [8],[PPR 4].
- Aux élections régionales de 2004, une liste commune avec les Verts et l’UDB obtient 9,7 % des voix au premier tour, un succès relatif attribué à la sensibilité bretonne aux enjeux environnementaux[PPR 5].

Frankiz Breizh s’engage également dans des combats culturels et environnementaux, notamment la défense des langues minoritaires (opposition à l’amendement constitutionnel de 1992 faisant du français la langue officielle de la République)  et la lutte contre la pollution agricole en Bretagne, comme lors de la manifestation de Lamballe en 2001 .

### Rapprochement et dissolution (2004-2007)
Dès les années 1990, les relations entre Frankiz Breizh et l’UDB se réchauffent. En novembre 1994, des militants de Frankiz Breizh sont invités au congrès de l’UDB à Saint-Brieuc, marquant un début de coopération .
En novembre 1995, Frankiz Breizh participe à la fondation du mouvement Régions et Peuples Solidaires.
En 2004, les alliances électorales se renforcent, notamment lors des élections régionales où des membres des deux mouvements figurent sur la même liste avec les Verts. La proximité idéologique et les interrogations des électeurs sur la coexistence de deux formations similaires accélèrent les discussions de réunification.
Le 12 décembre 2007, Frankiz Breizh annonce sa dissolution et son intégration dans l’UDB lors d’une assemblée générale, avec laquelle il partageait des valeurs et objectifs similaires. Pierre Fourel, président de Frankiz Breizh, rejoint le bureau politique de l’UDB, et des élus comme Frédérique Le Nédellec et Anne-Marie Kervern participent aux listes de l’UDB pour les élections municipales de 2008 à Brest .

## Idéologie
Frankiz Breizh se définissait comme un mouvement régionaliste de gauche, prônant :
- Autonomie régionale : Une décentralisation accrue, voire un fédéralisme, pour renforcer le pouvoir décisionnel de la Bretagne, notamment en matière économique et culturelle [5].
- Identité bretonne : La promotion de la langue bretonne et de la culture bretonne, avec un soutien marqué aux écoles Diwan et à l’enseignement du breton [7],[PPR 10].
- Écologie et développement durable : Une opposition à l’agriculture intensive et à la pollution (ex. : algues vertes) et un plaidoyer pour la diversification économique, notamment dans les secteurs maritime, technologique et agroalimentaire[PPR 6].
- Solidarité sociale : Une politique progressiste en lien avec la gauche plurielle, pour lutter contre les inégalités et soutenir les services publics[PPR 11].
- Européanisme : Une vision d’une Europe fédérale des régions, en opposition au centralisme français, avec un soutien au traité de Maastricht et à la Constitution européenne de 2005[PPR 12].

Le mouvement rejetait la violence, adoptant une approche démocratique et humaniste, en phase avec les valeurs de Régions et Peuples Solidaires et de l’Alliance libre européenne (ALE) ,.

## Figures clés
- Jean Guéguéniat (1941-2004) : Cofondateur de l’UDB et de Frankiz Breizh, vice-président de la Communauté urbaine de Brest, conseiller municipal, figure centrale jusqu’à son décès [PPR 14],[5].
- Pierre Fourel : Président de Frankiz Breizh, vice-président de la Communauté urbaine de Brest, acteur clé dans la réunification avec l’UDB[PPR 15].
- Frédérique Le Nédellec : Conseillère municipale et communautaire, candidate aux législatives de 2007 sous l’étiquette commune Frankiz Breizh-UDB [5],[PPR 16].
- Yvon Abiven : Ancien membre de l’UDB, puis de Frankiz Breizh, député PS (1997-2002) et maire de Saint-Thégonnec [12].
- Fanch Gogé (1949-2007) : Militant, candidat aux cantonales de 2004, engagé pour la langue bretonne et le syndicalisme CFDT [5],[PPR 17].

## Héritage
Après sa dissolution en 2007, l’héritage de Frankiz Breizh se retrouve dans l’Union démocratique bretonne, qui intègre ses militants et poursuit ses combats pour l’autonomie bretonne, la justice sociale et la défense de l’environnement. Le bulletin Les Bonnets Rouges continue brièvement comme organe de liaison des anciens membres au sein de l’UDB.

### Périodiques
- Articles du bulletin Les Bonnets Rouges

1. ↑  « Éditorial », Les Bonnets Rouges, no 1,‎ mars 1985, p. 1

- Presse périodique régionale

1. ↑  « Naissance de Frankiz Breizh à Brest », Le Télégramme,‎ 15 janvier 1985
2. ↑  « Le groupe Frankiz Breizh en phase avec la municipalité », Le Télégramme,‎ 30 septembre 2003 (lire en ligne)
3. ↑  « L'Alliance « Unis et solidaires » a largement contribué à la victoire », Le Télégramme,‎ 30 mars 2004 (lire en ligne)
4. ↑  « Deux candidats pour Frankiz-Breizh aux législatives », Le Télégramme,‎ 13 mars 2002 (lire en ligne)
5. 1 2  « Finistère. La liste commune de gauche pour les régionales », Le Télégramme,‎ 23 mars 2004 (lire en ligne)
6. 1 2  « Pollutions : Frankiz Breizh à Lamballe », Le Télégramme,‎ 9 avril 2001 (lire en ligne)
7. ↑  « Frankiz Breizh rejoint les rangs de l'UDB », Le Télégramme,‎ 11 décembre 2007 (lire en ligne)
8. ↑  « Frankiz Breizh se fond dans l'UDB », Le Télégramme,‎ 7 décembre 2007 (lire en ligne)
9. ↑  « Frankiz Breizh se dissout pour rejoindre l’UDB », L’Humanité,‎ 13 décembre 2007
10. ↑  « Frankiz Breizh soutient la position de l'UBO », Le Télégramme,‎ 12 juillet 2001 (lire en ligne)
11. ↑  « L'Alliance « Unis et solidaires » a largement contribué à la victoire », Le Télégramme,‎ 30 mars 2004 (lire en ligne)
12. ↑  « Frankiz Breizh : « Notre espoir est dans l'Europe : c'est "oui" » », Le Télégramme,‎ 24 mai 2005 (lire en ligne)
13. ↑  « Régions et Peuples Solidaires. « L'Europe, pour la diversité » », Le Télégramme,‎ 23 août 2005 (lire en ligne)
14. ↑  « Jean Guéguéniat n'est plus », Le Télégramme,‎ 20 janvier 2004, p. 13 (lire en ligne)
15. ↑  « Cantonales : Pierre Fourel défend l'autre axe breton », Le Télégramme,‎ 2 mars 2004 (lire en ligne)
16. ↑  « F. Le Nédellec (Frankiz-Bzh/UDB) : « Peser sur le débat » », Le Télégramme,‎ 22 mai 2007 (lire en ligne)
17. ↑  « Fanch Gogé militant et syndicaliste », Le Télégramme,‎ 8 août 2007 (lire en ligne)

- Presse périodique nationale et internationale

1. ↑  « Les autonomistes bretons défendent les langues minoritaires », Le Monde diplomatique,‎ 20 mai 1992 (lire en ligne, consulté le 6 août 2025)

### Autres
1. 1 2  Laurent de Boissieu, « Frankiz Breizh (FB) », France Politique,‎ 7 janvier 2013 (lire en ligne)
2. 1 2  Monnier 2014, p. 165.
3. ↑  Poisson 2000, p. 608.
4. 1 2 3  Monnier 2014, p. 128.
5. 1 2 3 4 5 6 7 8  Cadiou 2013, p. 152.
6. ↑  Monnier 2014, p. 166.
7. 1 2  Cornette 2008.
8. ↑  Ruane 2002, p. 278.
9. ↑  Monnier 2014, p. 142.
10. ↑  (en) Tudi Kernalegenn, « Régions et peuples solidaires, un parti pour les périphéries ? », dans L’Union démocratique bretonne : Un parti autonomiste dans un État unitaire, Presses universitaires de Rennes, coll. « Histoire », 2014, 41–57 p. (ISBN 978-2-7535-5930-1, lire en ligne)
11. ↑  Kernalegenn 2014, p. 272.
12. ↑  Cadiou 2013, p. 8.
13. ↑  Monnier 2014, p. 167.